# Eduardo Aguirre
Eduardo Daniel „Mudo” Aguirre Lara (ur. 3 sierpnia 1998 w San Pedro) – meksykański piłkarz występujący na pozycji napastnika, reprezentant Meksyku, od 2023 roku zawodnik Atlasu.